# José Gautier Benítez

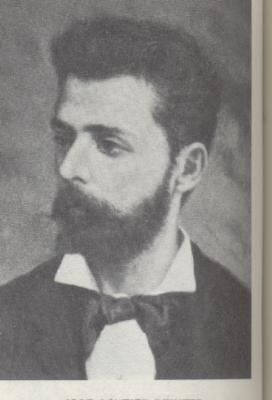
José Gautier Benítez

José Gautier Benítez (José Martín Antonio Gautier Benítez, ur. 1851, zm. 1880) – poeta portorykański, najwybitniejszy przedstawiciel romantyzmu. Urodził się w miejscowości Caguas. Jego rodzicami byli Rodulfo Gautier i Alejandrina Benítez de Gautier, również poetka. Poezję uprawiała także ciotka Joségo María Bibiana Benítez. W 1865 wstąpił do szkoły kadetów w San Juan. Potem studiował w hiszpańskiej akademii wojskowej w Toledo. Współpracował z pismami Revista Puertorriqueña i El Progreso. Używał pseudonimu Gustavo. Zmarł w 1880 w San Juan. Jego wiersze w formie książkowej wydał Manuel Elzaburu.